# Cmentarz żydowski w Nowym Mieście nad Pilicą
Cmentarz żydowski w Nowym Mieście nad Pilicą – kirkut powstał w II połowie XVII wieku. Mieścił się przy ul. 11 Listopada. Obecnie nie ma po nim żadnego materialnego śladu. Teren cmentarza zajmuje targowisko miejskie. Nekropolia zajmuje powierzchnię 0,5 ha.